# Робоцип
«Робоцип» (англ. Robot Chicken) — пародійний американський мультсеріал, створений Сетом Гріном і Меттью Сенрайчем.

## Опис
«Робоцип» — калейдоскоп коротких скетчів, повних чорного гумору і сатири. Практично кожна сценка пародіює кіно, телешоу, комп'ютерні ігри, героїв мультфільмів і коміксів, акторів, політиків, співаків та інших знаменитостей, а також продукти харчування, рекламні ролики або інші прояви масової культури. Всі серії об'єднані загальним сюжетом, за яким якийсь божевільний учений оживив курча, прив'язав його до крісла і змусив дивитися безліч телевізорів відразу. Причому зміни скетчів виконані у вигляді перемикання каналів.
В одній із серій автор зізнається, що те ожиле курча — це глядач, який дивиться цей серіал. Насправді курча — це алюзія на книгу «Механічний апельсин» Ентоні Берджеса, і екранізацію цієї книги Стенлі Кубрика: там героя також піддавали перегляду відеоряду з метою створення у нього больового рефлексу на агресію.
Восени 2012 року стартував шостий сезон, де розповідається, як Робоцип звільнився та вбив вченого, коли той викрав подругу Робоципа. А потім оживив тим же способом і посадив божевільного робо-вченого дивитися тисячі телевізорів. Таким чином божевільний учений і Робоцип помінялися місцями. 
Половина останньої серії сьомого сезону присвячена безпосередньо Робоципу. У ній з'являється син божевільного вченого, який замість того, щоб звільнити батька, вирізав у нього живе око, що залишилося, щоб проникнути в лабораторію, замкнену оптичним сенсором. В цей час Робоцип, від якого пішла дружина Cluckerella («Ципарелла»), п'є в барі. Він бачить по телевізору новину про те, що президента США Обаму взяли в заручники. Потім програма переривається, і на екрані з'являється син божевільного вченого з Білого дому з вимогою грошей. Попутно з'ясовується, що він взяв у заручники не тільки чинного президента, але і всіх живих колишніх президентів. Робоцип у шоці прибігає до божевільного робо-вченого та укладає з ним перемир'я, щоб перемогти його сина. Робоцип вривається в Білий дім, але виявилося, що син божевільного вченого теж створив свого злого Робоципа на ім'я «Темне м'ясо». Робоцип його долає, але виявилося, що безумець також створив робо-монстрів на основі єнота, оленя і бомжа. У вирішальний момент на допомогу Робоципу приходить божевільний учений. Робоцип вбиває «Темне м'ясо», а вчений перемагає свого сина. Сезон закінчується тим, що божевільний учений сідає дивитися телевізори свого сина замість курчати, а Робоцип відлітає з замку, стаючи силуетом на тлі місяця.
У жовтні 2015 року розпочався восьмий сезон. Заставка показує далеке майбутнє, де роботи виявляють замерзлого в льодах Робоципа. У лабораторії його розморожує й оживляє вчений у костюмі, але відразу після цього його знову садять в крісло. Вчений знімає маску і по фотографіях на екранах можна зрозуміти, що він — далекий нащадок божевільного вченого, який колись оживив Робоципа. Новий божевільний учений знову включає 3D-екрани перед Робоципом.
В кінці останньої серії восьмого сезону присутня сюжетна вставка, що пародіює кінцівку «Термінатора-2», де головними героями є творці Робоципа і сам Робоцип, де в рідкий метал занурюють самих Сета і Метта.

## Показ сезонів
Прем'єра «Робоципа» відбулася 20 лютого 2005 року на телеканалі Cartoon Network в блоці передач Adult Swim.
З 1 квітня 2007 року мультсеріал транслювався в Україні телеканалом 1+1 в нічному блоці Adult Swim[джерело?]. 
Всього, станом на березень 2017 року, знято вісім сезонів. В оригіналі сезони виходили:
- Перший: в березні-квітні 2005 року (20 серій)
- Другий: навесні (перші 10 серій) і восени (решта 10) 2006 року.
- Третій: 2007—2008 роки (20 серій)
- Четвертий: листопад 2008 — лютий 2009 (20 серій)
- П'ятий: січень-листопад 2011 року (20 серій)
- Шостий: 2012—2013 роки (20 серій)
- Сьомий: квітень-серпень 2014 роки (19 серій)
- Восьмий: жовтень 2015 року — травень 2016 роки (20 серій)

17 серпня 2007 року вийшов «Робоцип: Зоряні війни» — нарізка жартів про кіносаги «Зоряні війни». Спеціальний випуск супроводжувався зміненим відеорядом — божевільний учений в робі Імператора знаходить обвуглене курча на вулканічної планеті на тлі Зірки Смерті в космосі. Процес оживання Робоцип супроводжувався застосуванням вченим блискавки Сили, в іншому ж пародіював аналогічну сцену воскресіння Дарта Вейдера в кінці Епізоду III.
У 2008 році вийшов «Робоцип: Зоряні війни Епізод II».
У 2010 році вийшов «Робоцип: Зоряні війни Епізод III».
9 вересня 2012 вийшов спецвипуск Робоцип: DC Comics Special, присвячений пародій на комікси всесвіту DC Comics.
У 2014 році вийшов Робоцип: DC Comics Special 2: Лиходії в Раю.
У 2015 році вийшов Робоцип: DC Comics Special 3: Магія Дружби.
У 2018 році вийшов 9 сезон Робоцип.

## У ролях
- Сет Грін — Пеннивайз (озвучування в епізоді «The Black Cherry», С1Е20, 2005)

## Нагороди та номінації
- 2006 — премія «Еммі» в категорії «Outstanding Individual Achievement In Animation» за серію «Easter Chicken» [1].
- 2006 — номінований на премію «Енні» в категорії «Character Animation in a Television Production» [2].
- 2007 — номінований на премію «Еммі» в категорії «Outstanding Animated Program (For Programming less than One Hour)» за серію «Lust For Puppets» [3].
- 2016 — премія «Еммі» в категорії «Outstanding Short Format Animated Program» за серію «Robot Chicken Christmas Special: The X-Mas United» [4]